# PSL狙撃銃
PSL（ルーマニア語: Pușcă Semiautomată cu Lunetă）は、1970年代にルーマニアがAKMをベースに設計した狙撃用ライフルである。また、FPKとも呼ばれることもある。

## 概要
PSLは、小隊の選抜射手（マークスマン）向けに設計されたマークスマンライフルであり、その設計・運用思想はソビエト連邦製のドラグノフ狙撃銃に類似している。また、大きく肉抜きされたサムホール式銃床など、外見もドラグノフとの類似点が多く、弾薬もドラグノフと同型の7.62x54mmR弾を使用するが、全体的な構造には相違点も多く、内部構造的にはドラグノフよりもAKMやRPK軽機関銃との類似点が多い。
- 作動方式は、ガスピストンとボルトキャリアーが一体化したロングストロークピストン式を採用[1]。
- レシーバーはAKMと同様に板金プレス加工によって製造され、ブロックなど内部部品はリベットで固定されている。レシーバー左右の先端部分にはRPKやツァスタバ M70と同様に強化リブが突き出ていて、この内側には銃身を取り付けるためのブロック（フロントトラニオン）が内蔵されている[2]。
- 銃口部のフラッシュサプレッサーは、マズルブレーキ兼用とするため、銃身と横方向に溝が刻んである。
- 弾倉後部に位置するマガジンキャッチは、トリガーガード前端部に密着。
- 前部ハンドガードは、ガスシリンダーを覆う上部と銃身を覆う下部に分割可能。
- 頬当てを銃床と一体化。
- マガジン左右側面部にはX字型のプレス強化リブがつけられており、ドラグノフとの互換性はない。

光学照準器や暗視式照準器は、レシーバー左側面部のアリ溝式レール（Doveteil Rail）を介して取り付けるものであり、レールはドラグノフのものと互換性がある。また、スコープの破損に備えてアイアンサイトも用意されている。
ルーマニアで製造されているPSL用の標準的な光学照準器はLPS T2（ルーマニア語: Luneta Puṣca Semiautomata Tip 2）と呼ばれ、ルーマニアのIOR（Întreprinderea Optică Română）で生産されている。LPS T2はロシア製のPSO-1を基にしており、外見、基本性能・内部照準線のデザインも同一であるが、内部照準線の蛍光塗料の発光源にはトリチウムが使用されている。
この銃とドラグノフ狙撃銃との外見の細かい差異の例は、マガジン位置がトリガー位置に寄っている、ハンドガードの構造が違う、前述の通り頬あてと銃床が一体化しているため、銃床のデザインが違うこと等である。

## 備考
1. ↑  ドラグノフは、ガスピストンとボルトキャリアーを別部品とするショートストロークピストン式を採用
2. ↑  ドラグノフのレシーバーは削り出し加工で製造

## ギャラリー

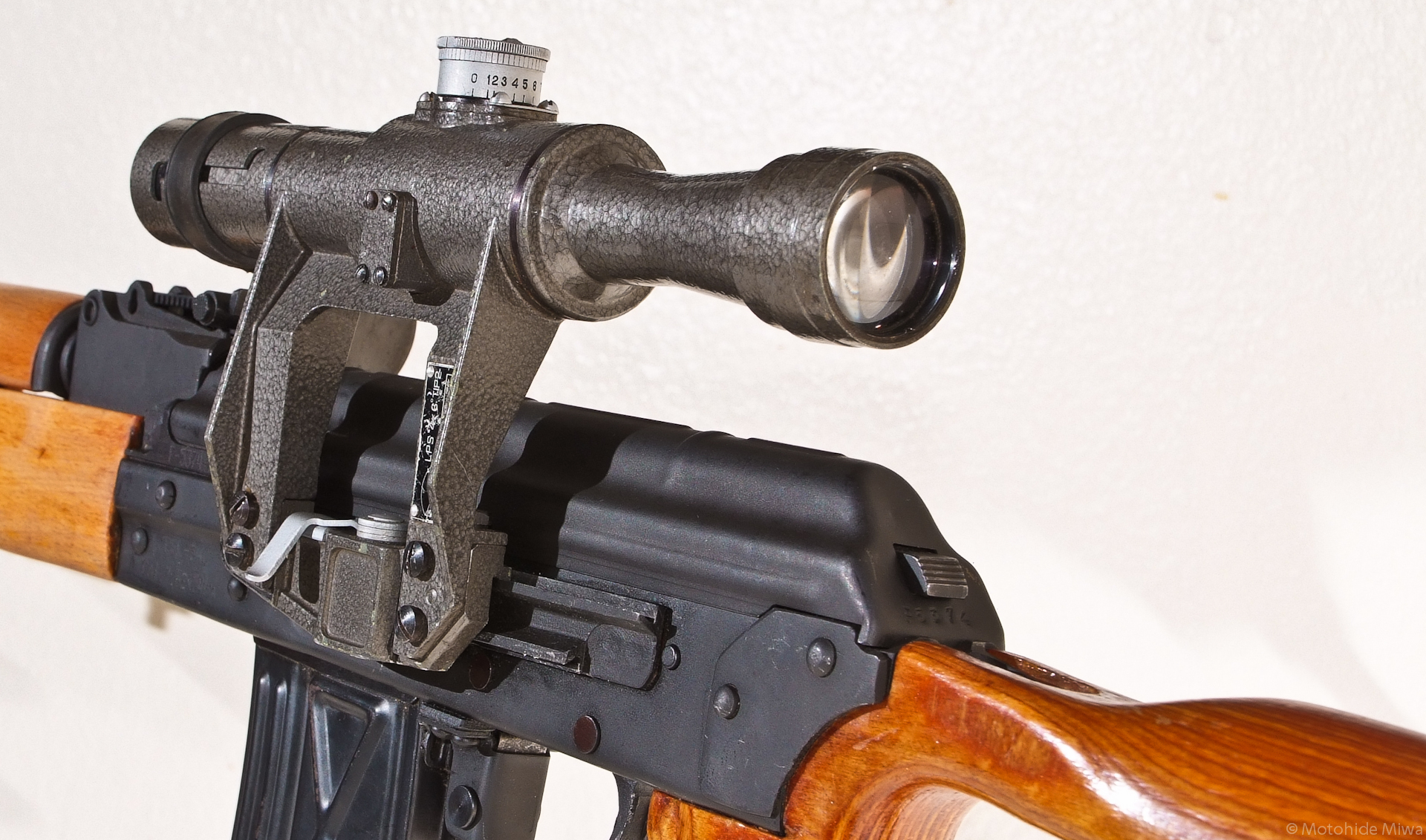
狙撃用スコープ取付用のアリ溝式レール
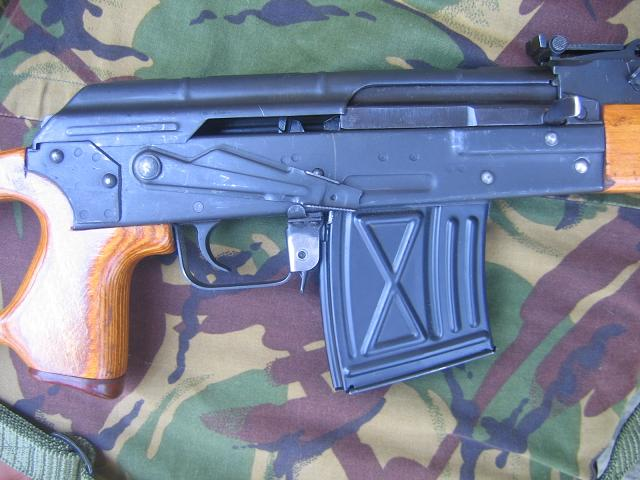
PSLのレシーバー
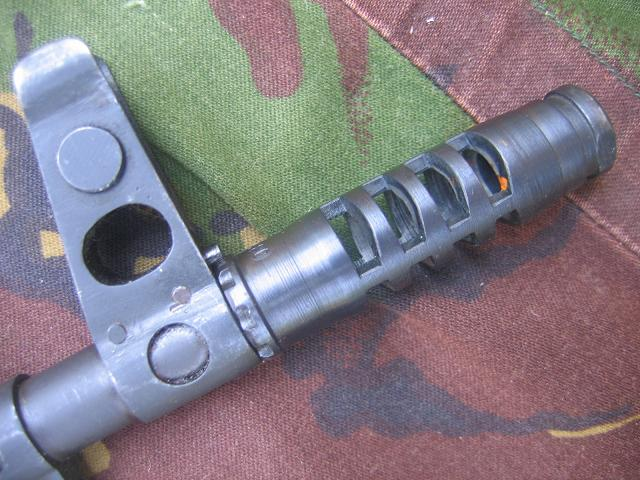
PSLの銃口と、マズルブレーキ兼用フラッシュサプレッサー
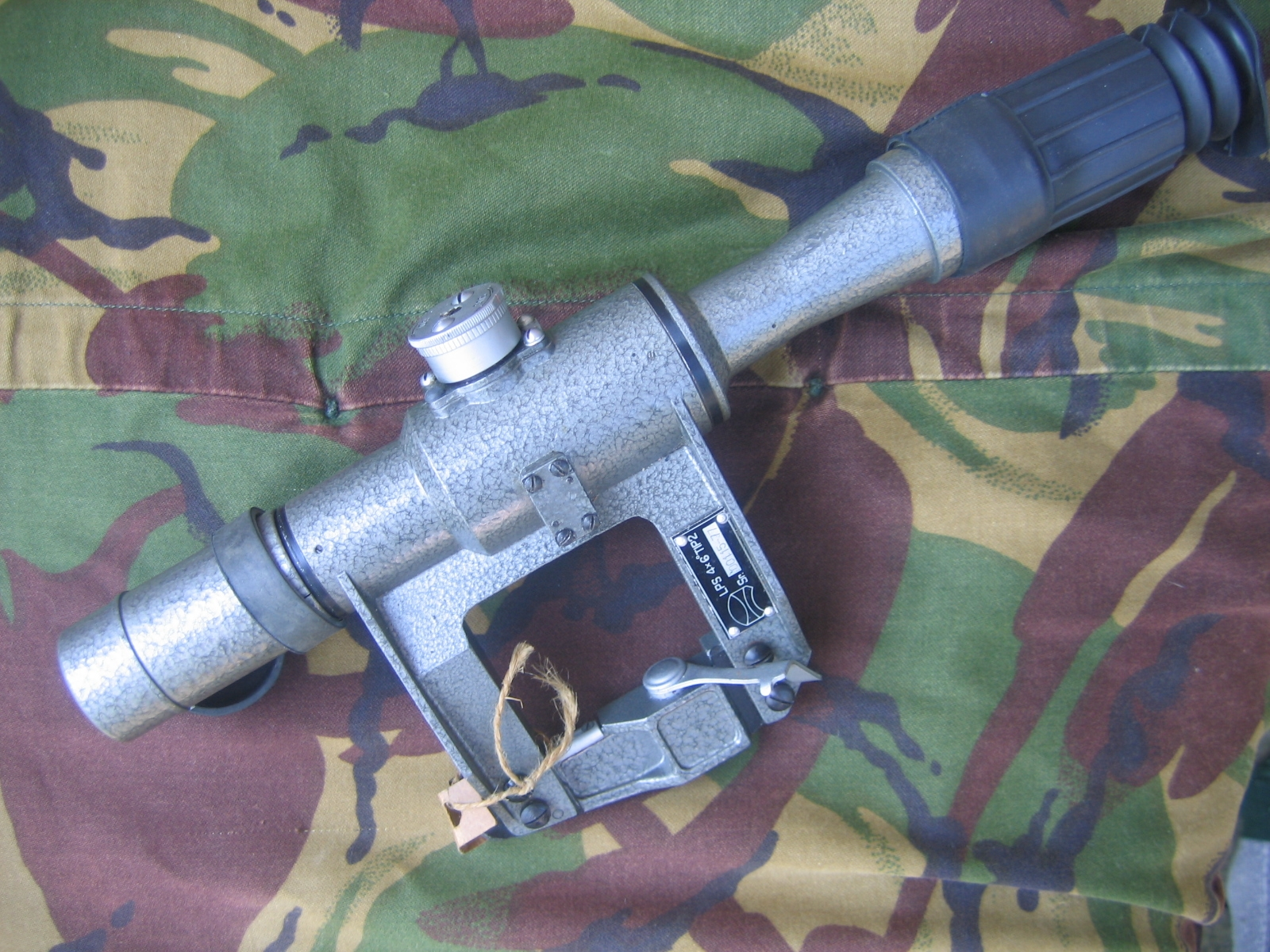
PSL用のLPS T2スコープ。倍率は4x24
PSLを構えるアフガニスタン国家警察の警官